# Єлизаветівка (Миколаївський район)
Єлизаве́тівка (народна назва — Луб'янка) — село в Україні, у Березанській селищній громаді Миколаївського району Миколаївської області. Населення становить 61 особу.
7 (20) листопада 1917 року, відповідно до Третього Універсалу Української Центральної Ради, увійшло до складу Української Народної Республіки.  